# Rozzano
Rozzano település Olaszországban, Lombardia régióban, Milánó megyében. Lakosainak száma 41 240 fő (2023. január 1.). Rozzano Assago, Basiglio, Milánó, Opera, Pieve Emanuele, Zibido San Giacomo és Binasco községekkel határos.

## Népesség
A település lakossága az elmúlt években az alábbi módon változott:
| Lakosok száma | 42 415 | 42 417 | 42 442 | 41 240 |
|               | 2013   | 2017   | 2018   | 2023   |